# Rożyńsk Wielki (powiat Ełcki)
Rożyńsk Wielki (Duits: Groß Rosinsko; 1938-1945: Großrosen) is een plaats in het Poolse woiwodschap Ermland-Mazurië, in het district Ełcki. De plaats maakt deel uit van de gemeente Prostki.